# スーパーコダック620
スーパーコダック620（英語: Super Kodak 620）は、コダックが1938年（昭和13年）に製造販売した、世界で最初にAE露出を実現したカメラである。

## 解説
露出計はセレン光電池式で、前面大きな面積を占める。「620フィルム」使用、「6×9cm判」8枚撮り。レンズは上下像合致式の距離計に連動し5枚構成のコダック・アナスチグマット100mmF3.5。シャッターは1-1/400秒でセルフコッキング。絞りはシャッタースピードと露出計に連動して自動的に決められる。
フォールディングカメラで、前蓋は上下に分かれる斬新なデザインである。設計者はジョゼフ・ミハリィ、デザイナーはウォルター・ドーウィン・ティーグ。